# Lena Sollander
Lena Sollander (14 aprile 1951) è un'ex sciatrice alpina svedese.

## Biografia
Specialista delle prove tecniche figlia di Stig e sorella di Lotta e Stefan, a loro volta sciatori alpini, Lena Sollander esordì in campo internazionale il 12 dicembre 1967 a Val-d'Isère in slalom speciale (28ª) e ottenne il primo piazzamento in Coppa del Mondo il 14 marzo 1971 a Åre in slalom gigante (15ª): tale risultato sarebbe rimasto il migliore della Sollander nel massimo circuito internazionale. Ai Campionati svedesi vinse la medaglia d'oro nello slalom speciale nel 1971 e nello slalom gigante nel 1973; il 6 dicembre 1973 ottenne a Val-d'Isère in discesa libera l'ultimo piazzamento in Coppa del Mondo (69ª) e in quella stessa stagione 1973-1974 vinse nuovamente il titolo nazionale nello slalom speciale. Non prese parte a rassegne olimpiche o iridate.

## Palmarès

### Campionati svedesi
- 3 ori (slalom speciale nel 1971; slalom gigante nel 1973; slalom speciale nel 1974)[1]